# 低密度同位元檢查累積碼
低密度同位元檢查累積碼由低密度奇偶檢查碼low-density parity-check (LDPC)和一個累加器組成。
其運作方式為Bit Node以二位元模組的方式相加到Check Nodes,根據tanner graph。
然後，Check nodes的值以modulo-two被累加。
利用這種方式，通道解碼端的解碼器可以避免有一個check node沒有被連結到任何bit node的狀況。
經過累加後，累加的位元會被存在一個緩衝器中，再逐漸傳送到解碼器。
在低密度奇偶檢查碼low-density parity-check (LDPC) codes在1990年代被重新發現之後，很多應用和改良出現。
低密度同位元檢查累積碼編碼器有三個階段。第一個階段是一個可逆線性轉換矩陣，其中有資料來源序列。
第二個階段是一個一個rate的累加器，可以轉換長度為L的序列。第三個階段是變更或置換這個序列。
這個序列接下來會傳送到解碼器，總共需要傳送的碼數量由解碼器的回饋決定。
低密度同位元檢查累積碼可以應用在許多編解碼應用的系統當中。